# Autostrada Dalton

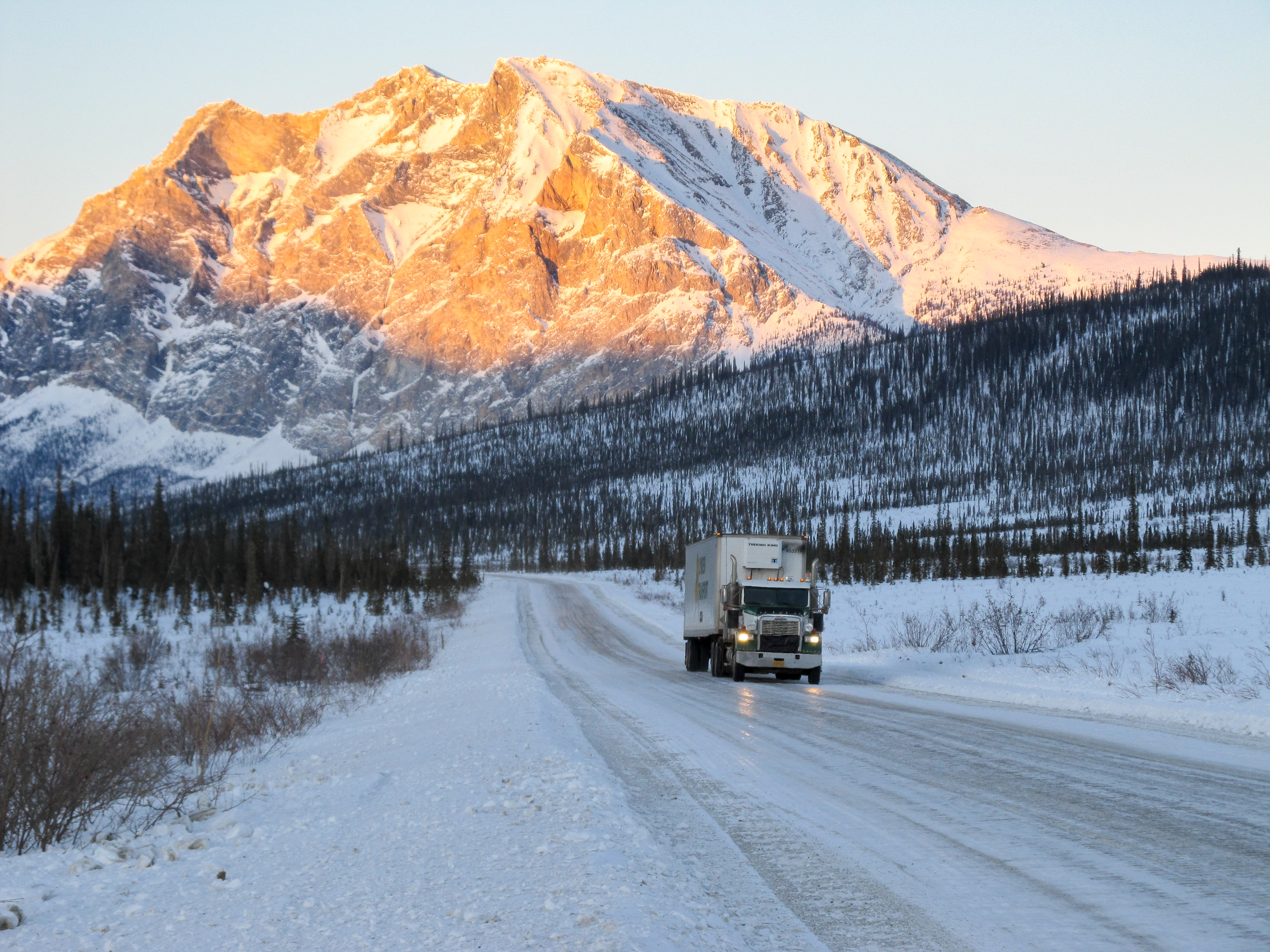
Muntele Sukakpak este un punct de reper pe autostrada MP 203 Dalton

Autostrada James W. Dalton, denumită de obicei autostrada Dalton (numită și Alaska Route 11), este un drum de 666 km din Alaska. Începe de pe autostrada Elliott, la nord de Fairbanks, și se termină la Deadhorse (o comunitate necorporată din CDP din Golful Prudhoe) lângă Oceanul Arctic și câmpurile petroliere Golful Prudhoe. Odată numit North Slope Haul Road (un nume sub care este încă uneori cunoscut), a fost construit ca un drum de aprovizionare pentru a sprijini sistemul de conducte Trans-Alaska în 1974. Acesta poartă numele lui James Dalton, un Alaska pe tot parcursul vieții și inginer care a supravegheat construcția Liniei de avertizare timpurie îndepărtată din Alaska și, în calitate de expert în ingineria arctică, a servit ca consultant în prospectarea timpurie a petrolului în nordul Alaska. Este, de asemenea, subiectul celui de-al doilea episod din America's Toughest Jobs și primul episod din BBC's World's Most Dangerous Roads.

## Galerie

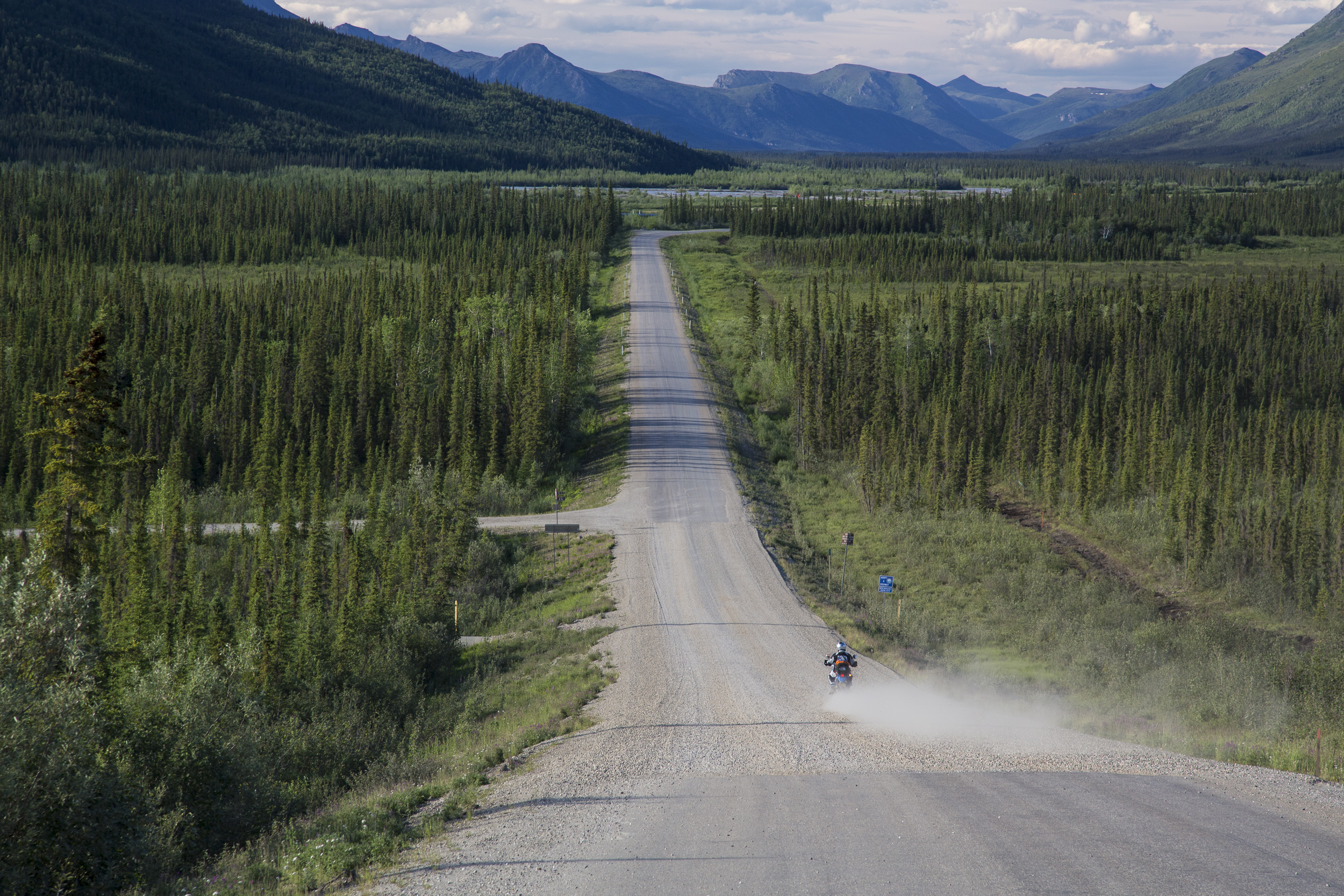
Autostrada Dalton la sud de Divizia continentală vara
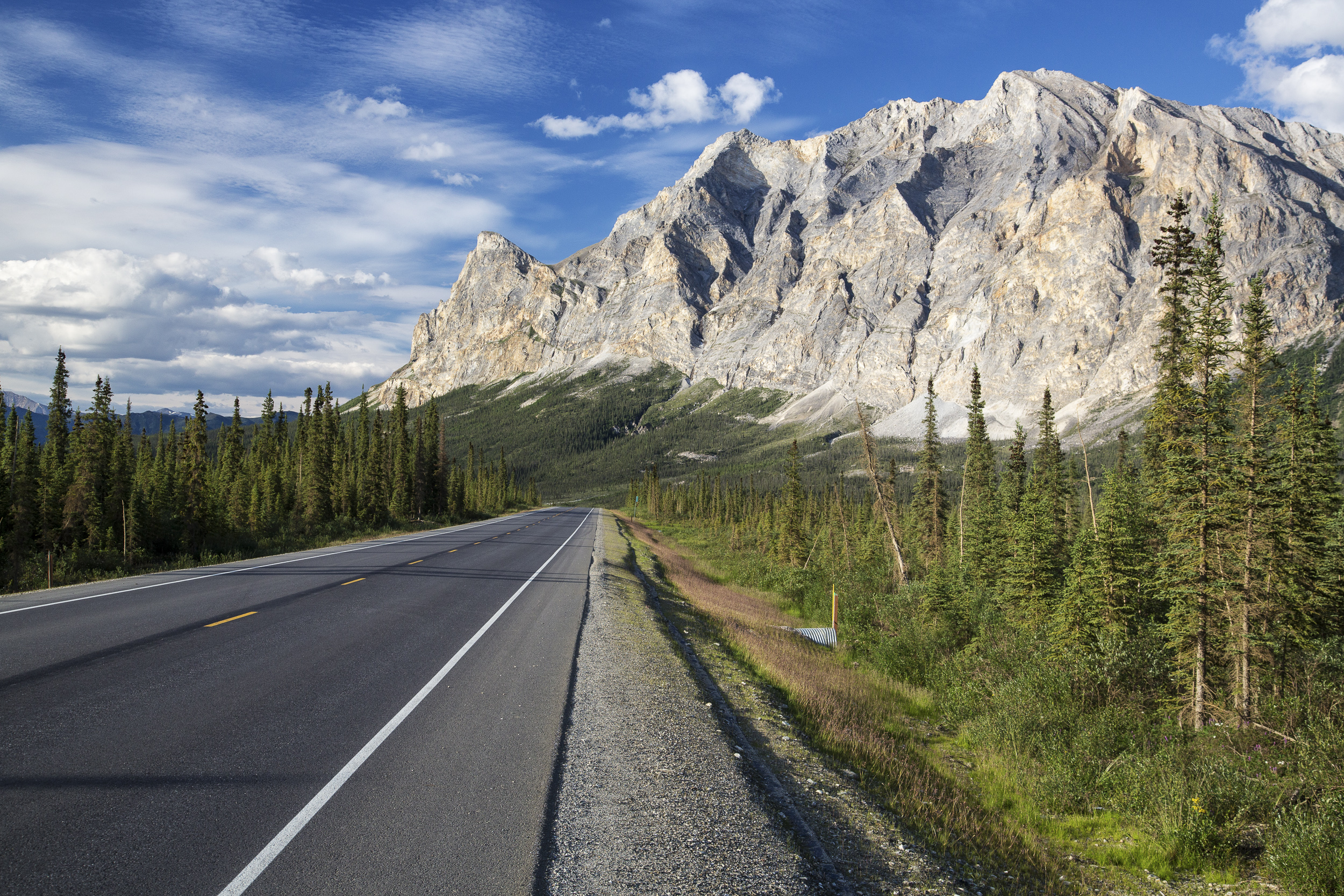
Autostrada Dalton trecând Muntele Sukakpak vara
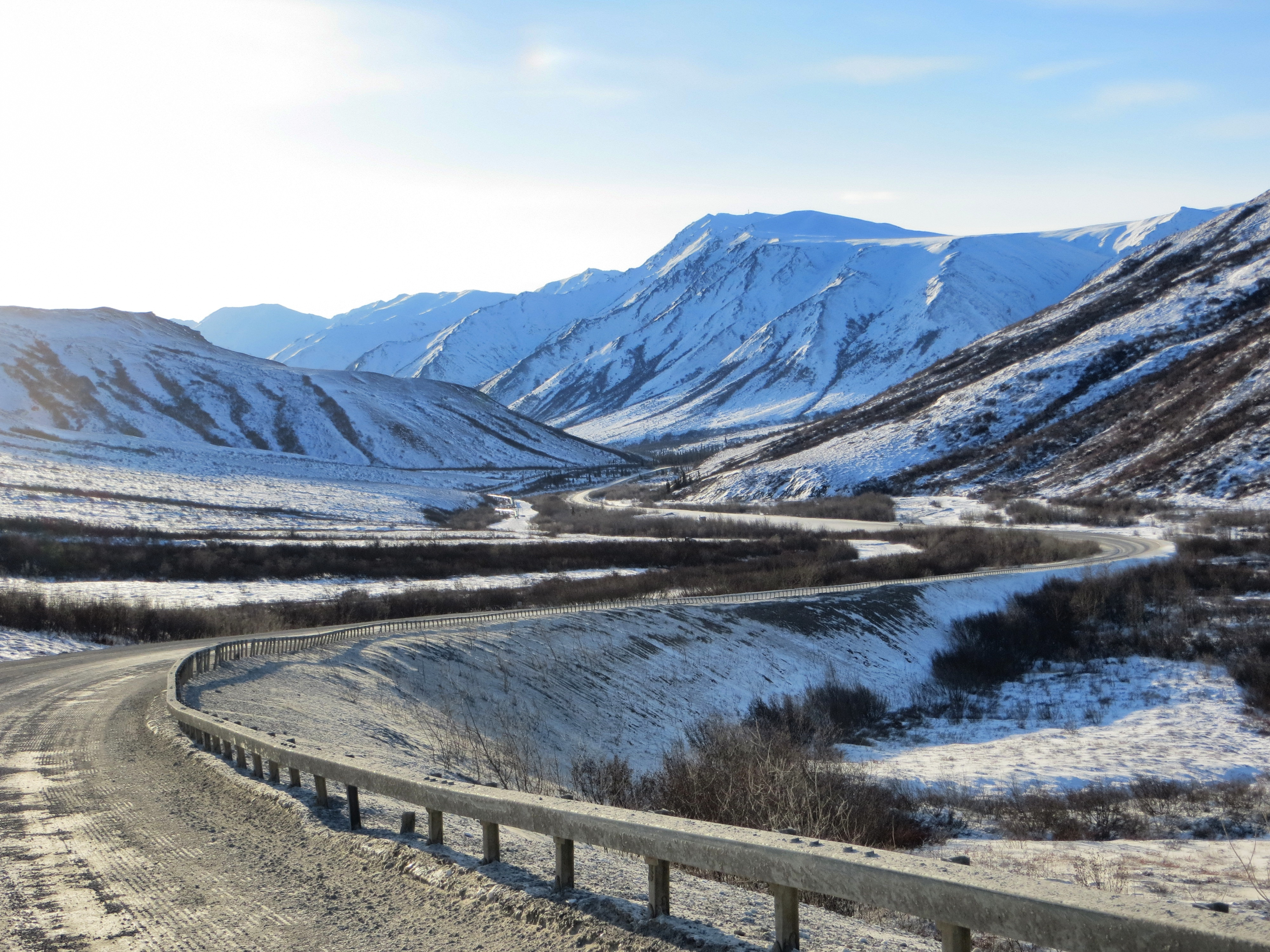
Lanțul muntos Brooks la sud de diviziunea continentală lângă pasul Atigun (6 martie 2013)
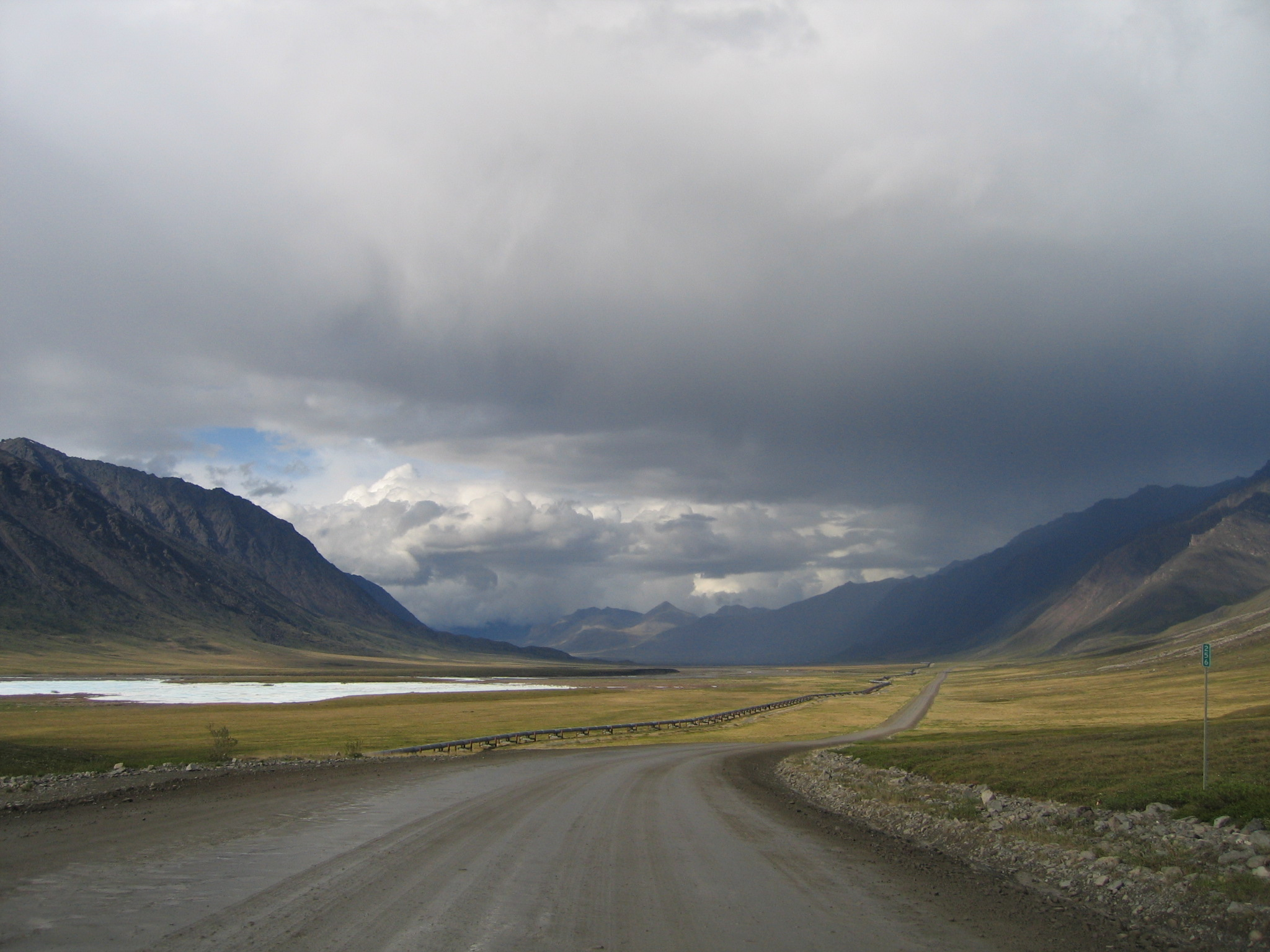
Lanțul muntos Brooks la nord de diviziunea continentală (Pasul Atigun), 411 km
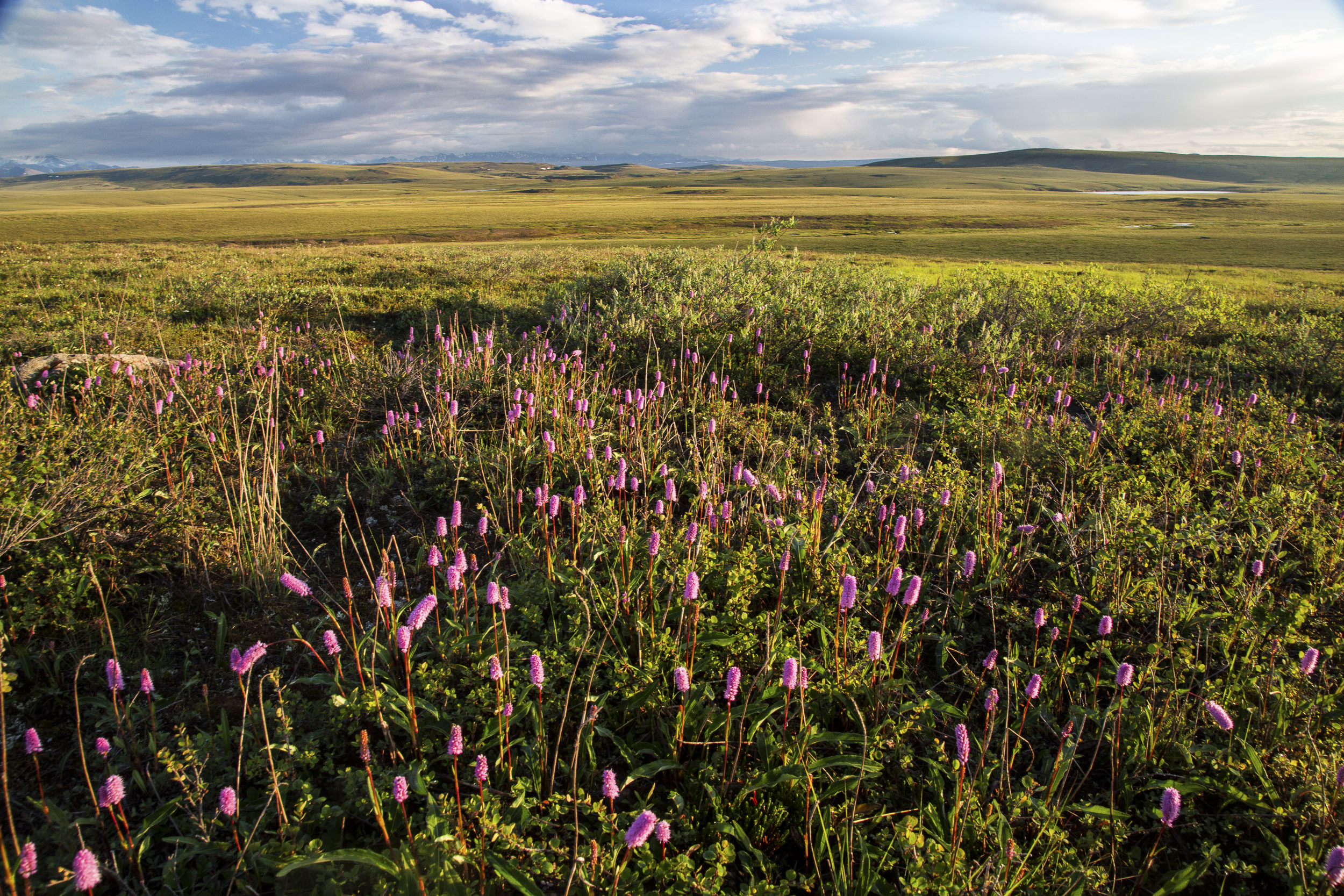
Vedere a tundrei vara de pe autostrada Dalton, Northern Slope Borough, Alaska
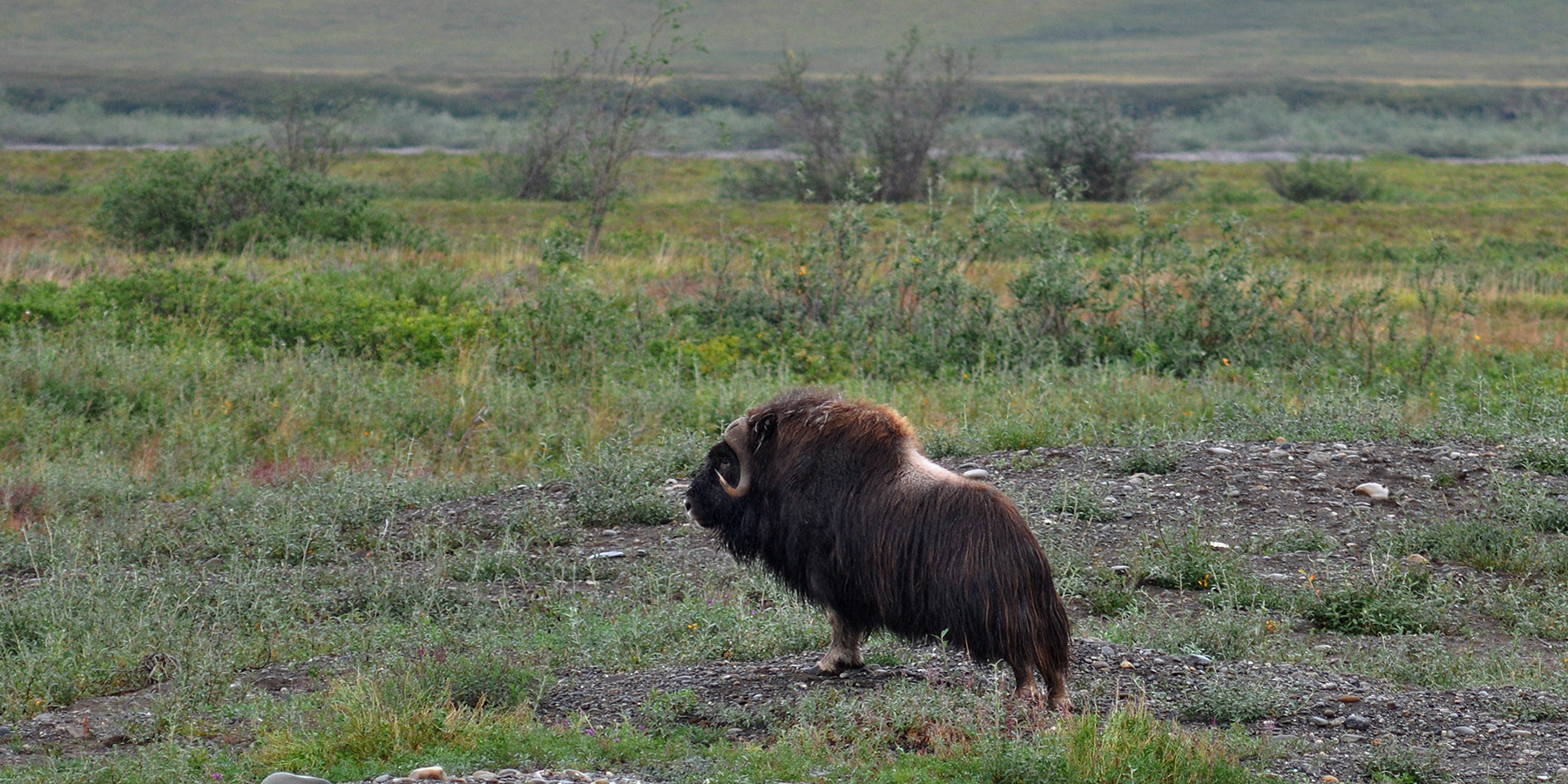
Muskox („Ovibos moschatus”), autostrada Dalton (autostrada 11) Borough North Slope Borough, Alaska (10 august 2010)
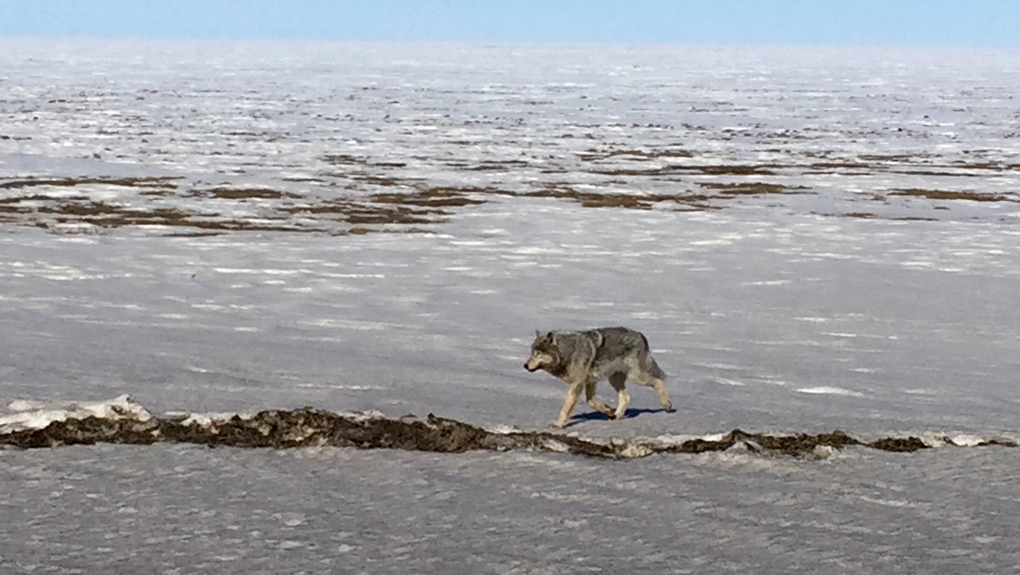
Lup fotografiat de pe autostrada Dalton, Northern Slope Borough, Alaska (10 mai 2016)
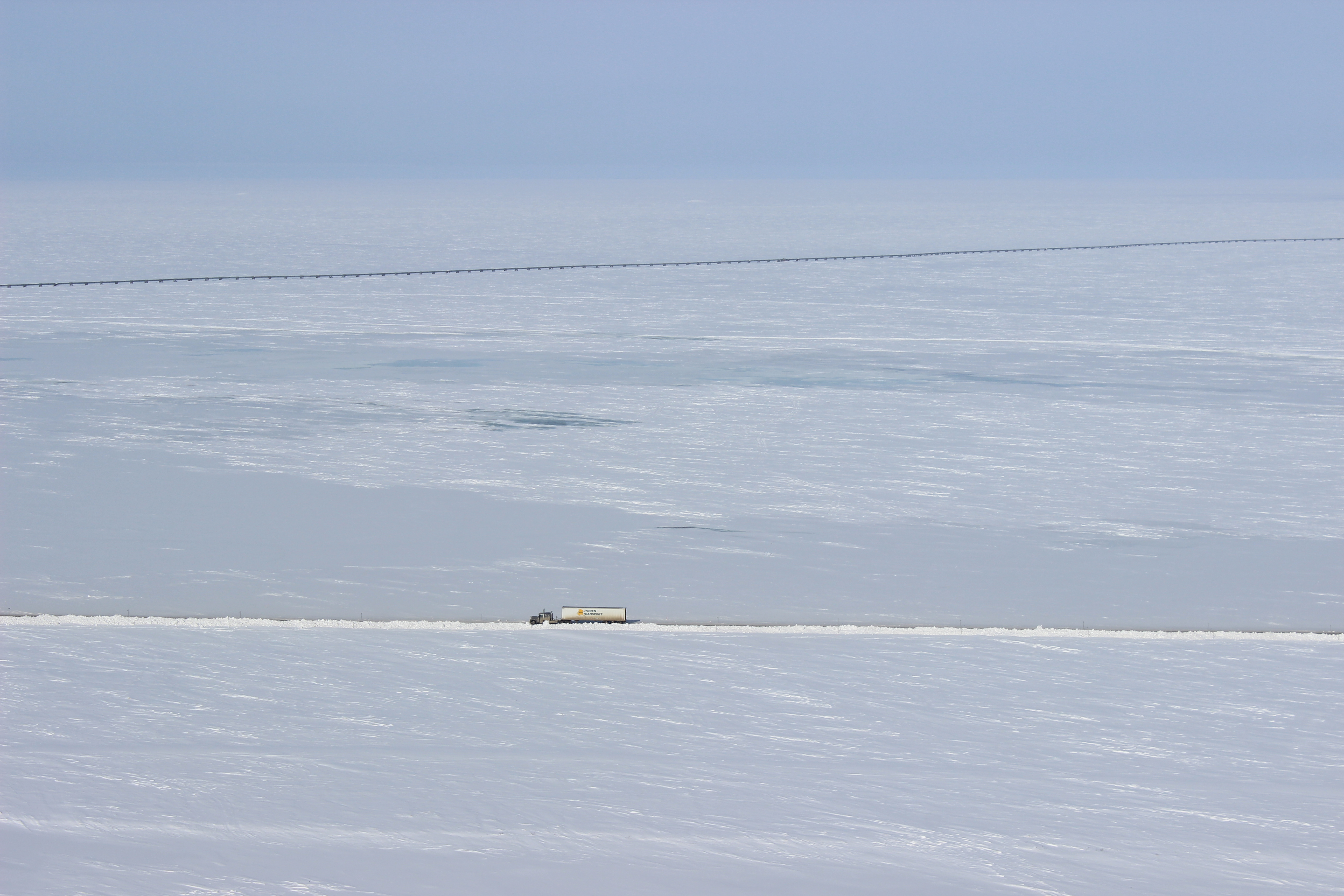
Vedere aeriană a autostrăzii cu conducta Trans-Alaska în fundal (14 aprilie 2015)
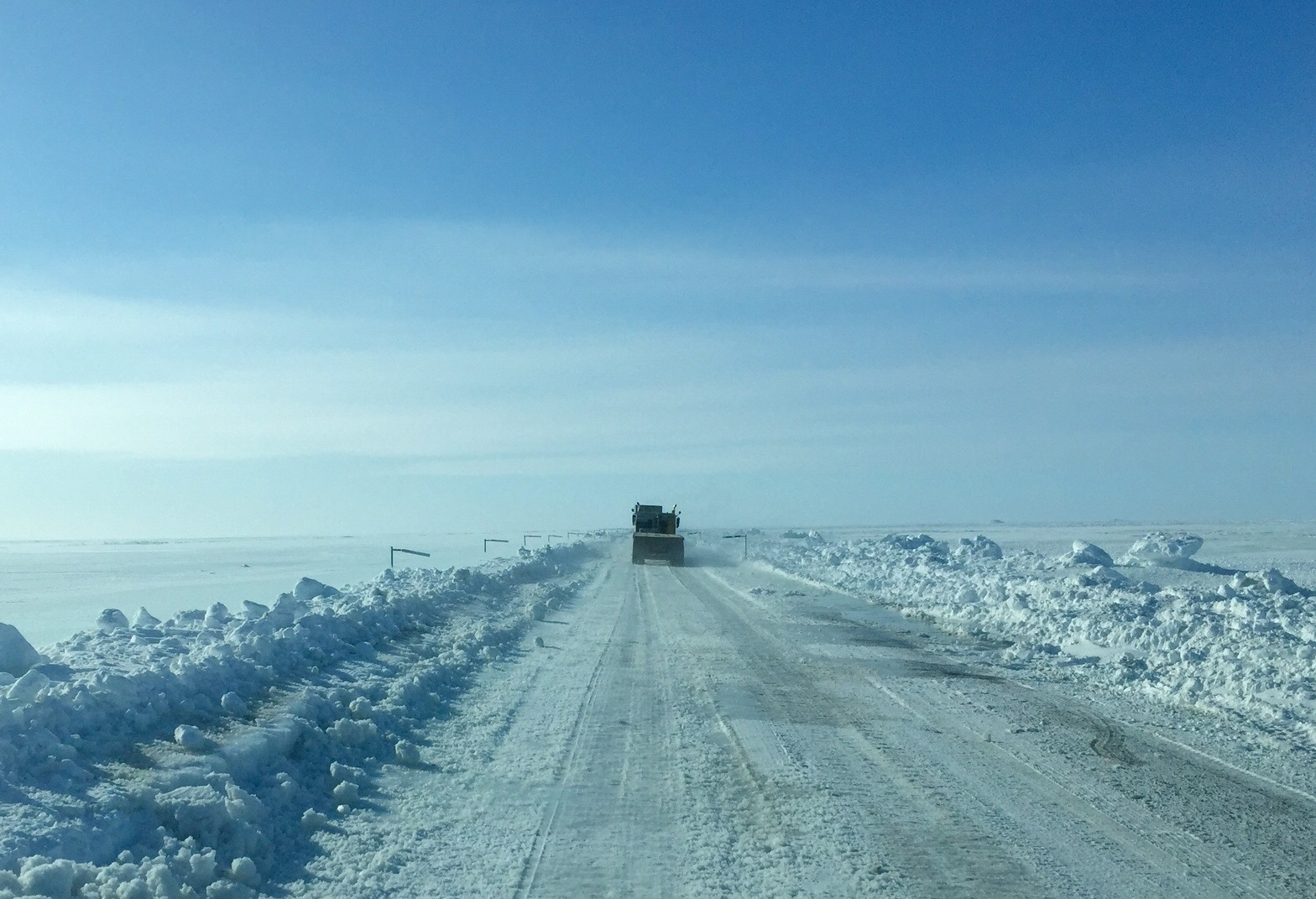
Autostradă la aproximativ 16 km sud de Deadhourse, Northern Slope Borough, Alaska (5 aprilie 2015)
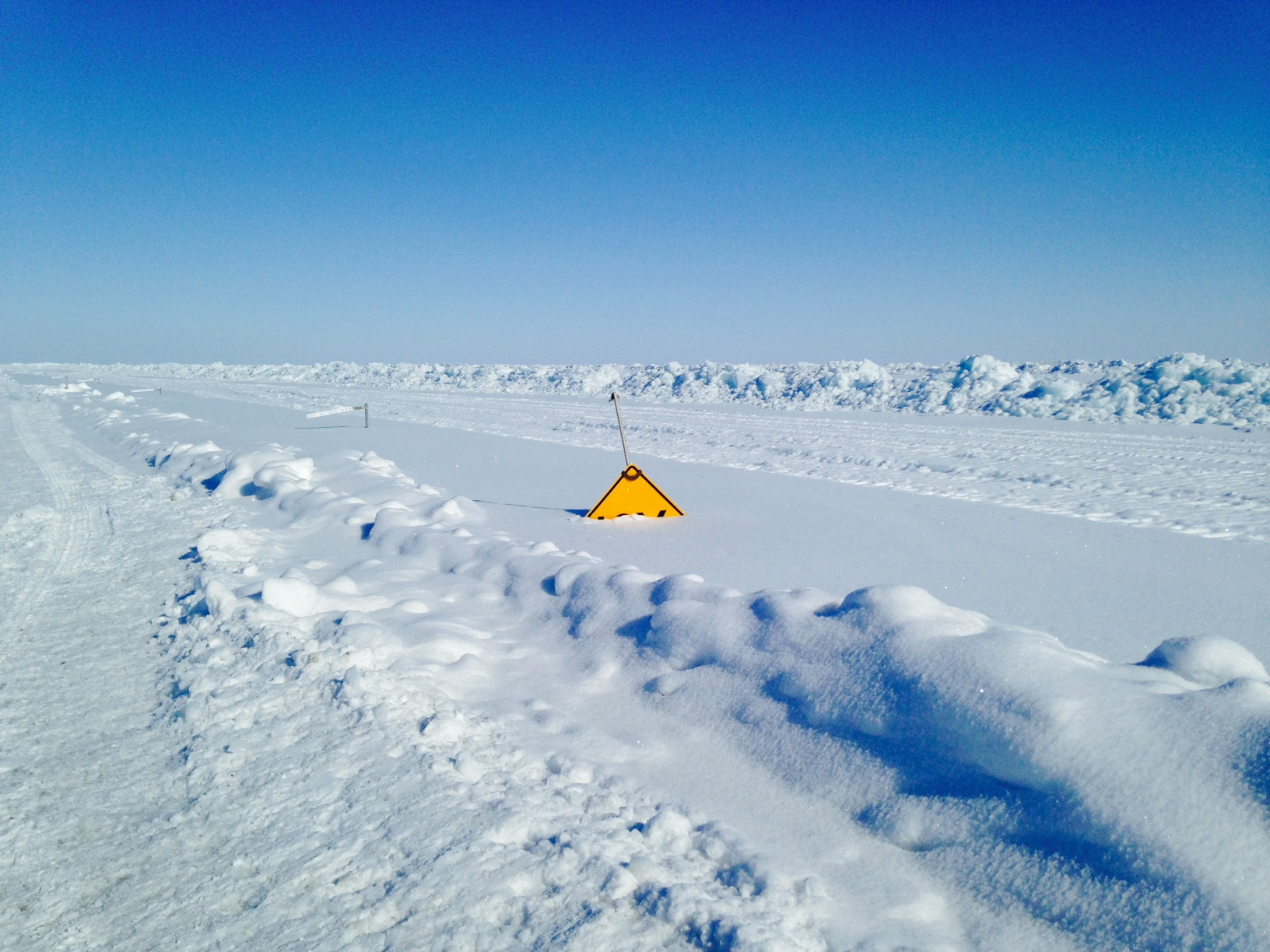
Autostradă în zăpadă, Northern Slope Borough, Alaska (17 aprilie 2015)
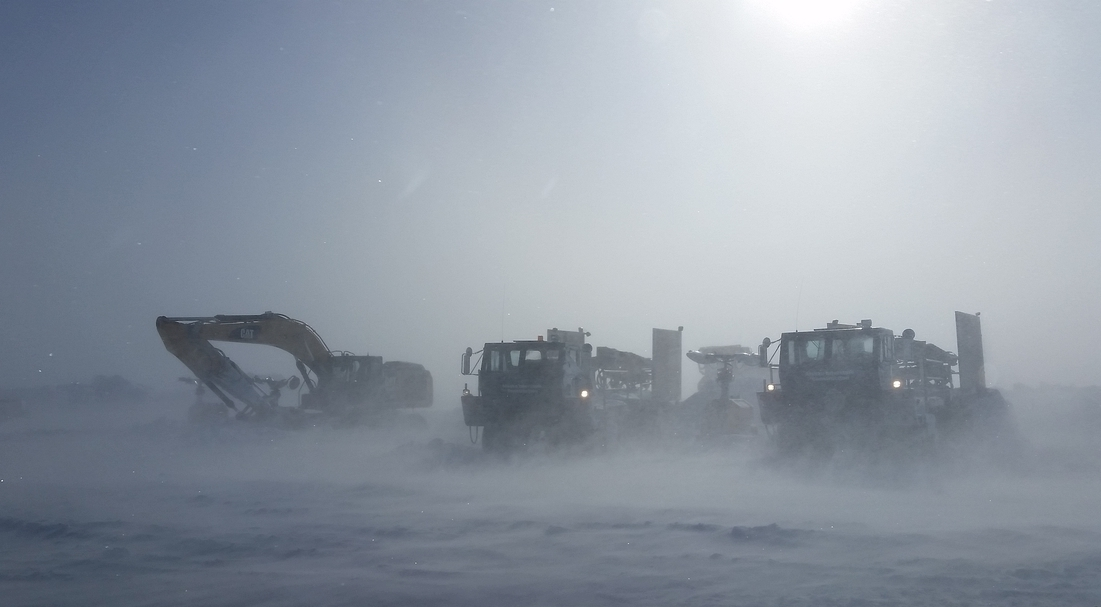
Condiții de iarnă pe autostrada Dalton (aprilie 2016)